# Créquy
Créquy är en kommun i departementet Pas-de-Calais i regionen Hauts-de-France i norra Frankrike. Kommunen ligger i kantonen Fruges som tillhör arrondissementet Montreuil. År 2022 hade Créquy 463 invånare.

## Befolkningsutveckling
Antalet invånare i kommunen Créquy
| Referens: INSEE |